# Valence (chimie)
Pour les articles homonymes, voir Valence.
Ne pas confondre la valence et la couche de valence
La valence d'un élément chimique est le nombre maximal de liaisons covalentes ou ioniques qu'il peut former en fonction de sa configuration électronique. Dans une molécule ou un ion, la valence d'un atome est le nombre de liaisons covalentes que cet atome a formées. Dans un ion monoatomique, sa valence est sa charge, on parle alors d'électrovalence. Un élément univalent est ainsi un élément qui formera des molécules en formant une seule liaison covalente ou des ions monochargés ; a contrario, les éléments bivalents, trivalents ou tétravalents s'associeront avec respectivement deux, trois ou quatre atomes d'un élément univalent pour former des molécules, comme dans le méthane (CH4) où le carbone, à valence quadruple, est lié à quatre atomes d'hydrogène.
La couche de valence est la dernière couche électronique (ou couche extérieure) d'un atome et la ou les sous-couches en cours de remplissage.

## Nomenclature et répartition des valences des éléments
Le tableau périodique des éléments, directement lié à leur configuration électronique, indique la valence unique ou principale des différents éléments, mais de nombreux éléments peuvent présenter d'autres valences que celle indiquée par le tableau.
- valence 0 : He, Ne, Ar, Kr, Xe, Rn ;
- valence I (élément univalent ou monovalent) : H, Li, Na, K, Rb, Cs, Fr, Cu, Ag, Au, F, Cl, Br, I ;
- valence II (élément bivalent ou divalent) : Be, Mg, Ca, Sr, Ba, Ra, Zn, Cd, Pt, Hg, Sn, Pb, O, Se, Te, C ;
- valence III (élément trivalent) : B, Al, Au, Fe, Co, Ni, Cr, Mn, Cl, Br, I, Ga, In, Tl, N, P, As, Sb, Bi, Po ;
- valence IV (élément tétravalent) : C, Si, Ge, Sn, Pb, S, Se, Te, Pt, Ir, Mn ;
- valence V (élément pentavalent) :  Bi, Sb, As, I, Br, Cl, P ;
- valence VI (élément hexavalent) : Te, Se, S, Mn, Cr ;
- valence VII (élément heptavalent) : Mn, Cl, Br, I.

## Principe
Un atome augmente sa stabilité lorsque sa couche d'électrons extérieure (couche de valence) est complète, c'est-à-dire qu'elle contient le nombre maximum d'électrons qu'elle peut contenir. Pour cela, il peut s'associer dans des liaisons avec d'autres atomes, soit en cédant soit en acquérant des électrons ; s'il en cède c'est pour que la couche externe soit la couche inférieure toujours complète. (Voir aussi la règle de l'octet.)
Exemples élémentaires :
- les gaz nobles (He, Ne, Ar, Kr, Xe, Rn), ont une couche de valence naturellement complète, et ne s'unissent donc pas à d'autres atomes : leur valence est 0. Pour cette raison, on les trouve dans la nature sous la forme de gaz monoatomiques ;
- un atome d'hydrogène H ne peut former qu'une seule liaison avec un autre atome quel qu'il soit. Sa valence est donc 1, c'est un élément univalent ou monovalent. Ainsi, dans la molécule de dihydrogène H2, deux atomes H sont liés par une liaison covalente ;
- l'atome d'oxygène O a la capacité de s'associer à deux atomes, sa valence est donc 2 : c'est un élément bivalent ou divalent. Dans la molécule d'eau, H2O, l'atome d'oxygène forme deux liaisons covalentes, une avec chaque atome d'hydrogène. Chacun de ces derniers, conformément à leur monovalence, ne forme qu'une liaison ;
- un atome de carbone C est tétravalent, et peut former jusqu'à quatre liaisons. Ainsi dans la molécule de méthane CH4, le carbone porte quatre atomes d'hydrogène.

## Valence des atomes dans les molécules
Dans le cadre d'une molécule, la valence d'un atome est par définition le nombre de liaisons que cet atome a formé. Par exemple, bien que la valence du carbone, en tant qu'élément, soit 4, dans le cas d'un carbène (R2C:), la valence du carbone est de 2.
Plusieurs éléments existent dans des degrés d'oxydation différents. Dans le cas des éléments non-métalliques, les états d'oxydation sont liés à la valence. Ainsi, le phosphore possède les états d'oxydation +III et +V (il peut mettre en jeu trois ou cinq électrons dans des liaisons covalentes polarisées). D'une façon analogue, on parle de phosphore pentavalent (cinq liaisons) et de phosphore trivalent (trois liaisons).
Cas des liaisons multiples
Une liaison peut être double, triple ou quadruple. Par exemple dans le cas du dioxyde de carbone, CO2, chacun des deux atomes d'oxygène forme une double liaison covalente avec le carbone central. La formule de la molécule est : O=C=O. Dans cette dernière, le carbone est tétravalent (deux liaisons doubles) et l'oxygène divalent (une liaison double).